# Jardín Botánico de Aubrac
El Jardín Botánico de Aubrac (en francés : Jardin botanique d'Aubrac) es un pequeño jardín botánico de unos 300 m² de extensión, especializado en las plantas que se encuentran en la zona de Saint-Chély-d'Aubrac, Francia.

## Localización
El jardín botánico se ubica en un costado de la Abadía.
Jardin botanique d'Aubrac Saint-Chély-d'Aubrac, Département de Aveyron, Midi-Pyrénées, France-Francia.
Planos y vistas satelitales, 44°35′29″N 2°55′19″E / 44.59139, 2.92194
Está abierto al público solamente los fines de semana y sin pagar ninguna tarifa de visita.

## Historia
El jardín botánico fue creado en 1995 dentro del Albergue de Aubrac, un antiguo hospital del Monasterio, situado en el paso de peregrinos del Camino de Santiago.

## Colecciones
Actualmente el jardín botánico contiene unas 500 variedades de plantas de la zona, todas ellas rotuladas con su nombre científico y popular, que se exhiben en lechos florales agrupadas como:
- Plantas de humedales
- Plantas del bosque
- Pastizal
- Rocalla